# Mysteriet natten till den 25:e
Mysteriet natten till den 25:e är en svensk stumfilm från 1917, med premiär först 1975. 

## Handling
En privatdetektiv uppmanas att komma till en adress. Han inser att det är en fälla och vidtar en del försiktighetsåtgärder innan han åker dit. Väl på plats övermannas han och binds vid en stol med en tidsinställd bomb. Han räddas i sista stund, men låter genom pressen sprida ryktet att han omkommit vilket får hans fiender att tro att de kan agera fritt.

## Om filmen
Filmen premiärvisades 27 augusti 1975 på biograf Victoria i Göteborg. Filmen spelades in under sommaren 1916, den blev totalförbjuden vid granskningen och släpptes först för allmän visning 1975. 

## Rollista i urval
- Mary Johnson - Marie de Valincourt, ung änka
- Carl Barcklind - Cony Hoops, privatdetektiv
- Artur Rolén - John, hans medhjälpare
- Olof Sandborg - Craig, förbrytarchef
- Lilly Gräber - Clary
- Victor Arfvidson - Jack
- Gustaf Bengtsson - Sam
- Arvid Hammarlund - Tom
- Gabriel Alw - polis
- Helge Kihlberg - bankettgäst/teaterbesökare/medlem i Internationella klubben
- Hugo Björne - medlem i Internationella klubben
- Dagmar Ebbesen - bankettgäst
- Ludde Gentzel - teaterbesökare/medlem på Internationella klubben
- Sture Baude - Marys man